# Saint-Gervais-en-Belin
Pour les articles homonymes, voir Saint-Gervais.
Saint-Gervais-en-Belin est une ancienne commune française, située dans le département de la Sarthe au sein de la région Pays de la Loire, peuplée de 1 991 habitants (les Gervaisiens). Le 1er janvier 2025, elle fusionne avec Laigné-en-Belin pour former la commune nouvelle de Laigné-Saint-Gervais.
La commune fait partie de la province historique du Maine, et se situe dans le Haut-Maine (Maine blanc).

## Géographie
Saint-Gervais-en-Belin est situé en limite ouest du Bélinois, à environ :
- 18 km au sud de la ville du Mans
- 15 minutes de l'autoroute A11
- 8 minutes de l'entrée du circuit des 24 heures du Mans.

| Moncé-en-Belin                | Moncé-en-Belin         | Moncé-en-Belin, Laigné-en-Belin |
| Moncé-en-Belin, Yvré-le-Pôlin | Saint-Gervais-en-Belin | Laigné-en-Belin                 |
| Yvré-le-Pôlin                 | Saint-Ouen-en-Belin    | Laigné-en-Belin                 |

### Climat
Pour des articles plus généraux, voir Climat des Pays de la Loire et Climat de la Sarthe.
En 2010, le climat de la commune est de type climat océanique dégradé des plaines du Centre et du Nord, selon une étude du CNRS s'appuyant sur une série de données couvrant la période 1971-2000. En 2020, Météo-France publie une typologie des climats de la France métropolitaine dans laquelle la commune est exposée à un climat océanique et est dans la région climatique Moyenne vallée de la Loire, caractérisée par une bonne insolation (1 850 h/an) et un été peu pluvieux. 
Pour la période 1971-2000, la température annuelle moyenne est de 11,4 °C, avec une amplitude thermique annuelle de 14,4 °C. Le cumul annuel moyen de précipitations est de 685 mm, avec 11,2 jours de précipitations en janvier et 6,9 jours en juillet. Pour la période 1991-2020, la température moyenne annuelle observée sur la station météorologique de Météo-France la plus proche, sur la commune du Mans à 14 km à vol d'oiseau, est de 12,4 °C et le cumul annuel moyen de précipitations est de 693,4 mm,. Pour l'avenir, les paramètres climatiques de la commune estimés pour 2050 selon différents scénarios d'émission de gaz à effet de serre sont consultables sur un site dédié publié par Météo-France en novembre 2022.

## Urbanisme

### Typologie
Au 1er janvier 2024, Saint-Gervais-en-Belin est catégorisée petite ville, selon la nouvelle grille communale de densité à sept niveaux définie par l'Insee en 2022.
Elle appartient à l'unité urbaine du Mans, une agglomération intra-départementale regroupant 19  communes, dont elle est une commune de la banlieue,,. Par ailleurs la commune fait partie de l'aire d'attraction du Mans, dont elle est une commune de la couronne,. Cette aire, qui regroupe 144 communes, est catégorisée dans les aires de 200 000 à moins de 700 000 habitants,.

### Occupation des sols
L'occupation des sols de la commune, telle qu'elle ressort de la base de données européenne d’occupation biophysique des sols Corine Land Cover (CLC), est marquée par l'importance des territoires agricoles (61,3 % en 2018), en diminution par rapport à 1990 (68,1 %). La répartition détaillée en 2018 est la suivante : 
zones agricoles hétérogènes (35,6 %), forêts (28,5 %), prairies (14,3 %), terres arables (11,4 %), zones urbanisées (10,1 %). L'évolution de l’occupation des sols de la commune et de ses infrastructures peut être observée sur les différentes représentations cartographiques du territoire : la carte de Cassini (XVIIIe siècle), la carte d'état-major (1820-1866) et les cartes ou photos aériennes de l'IGN pour la période actuelle (1950 à aujourd'hui).

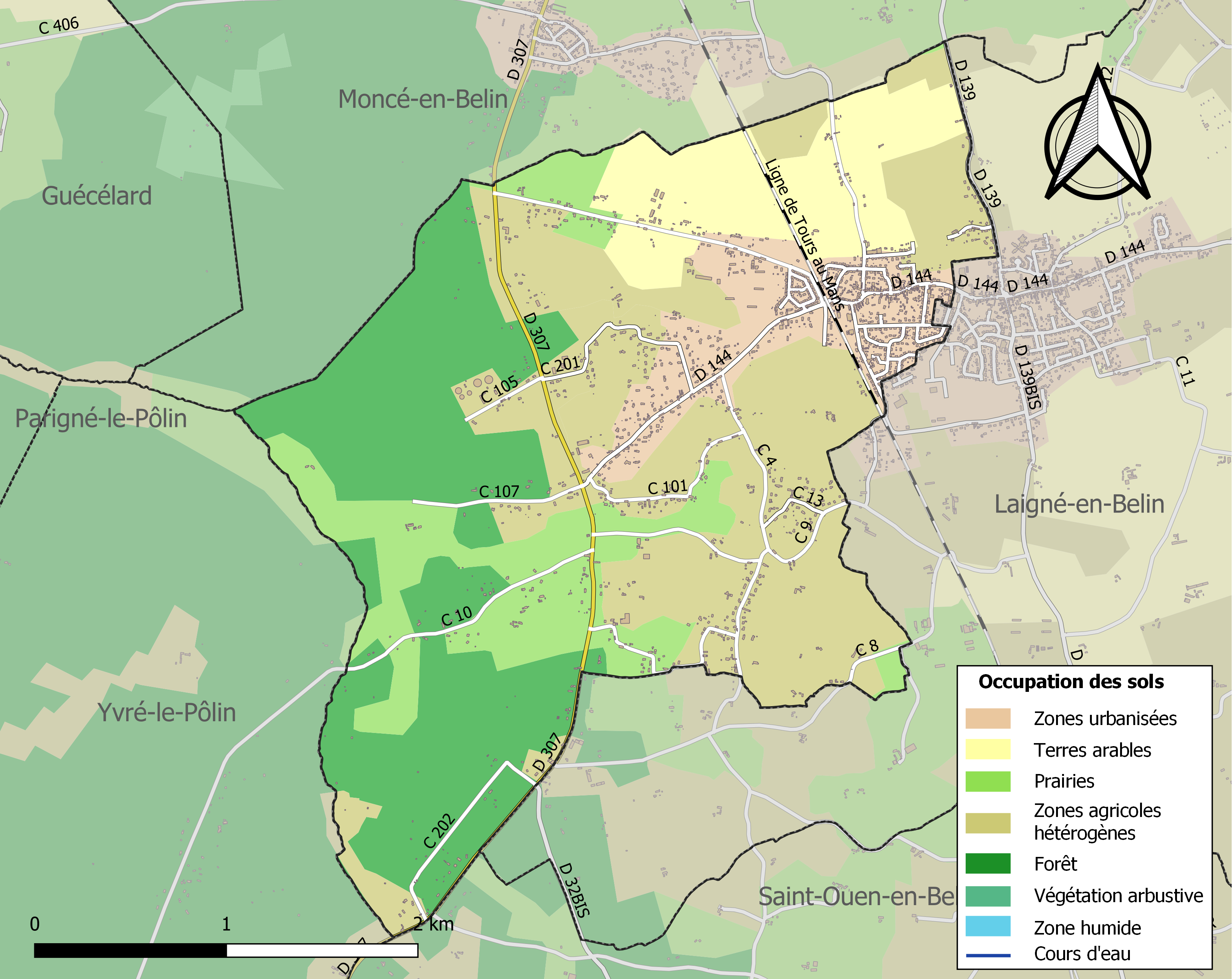
Carte des infrastructures et de l'occupation des sols de la commune en 2018 (CLC).

### Morphologie urbaine

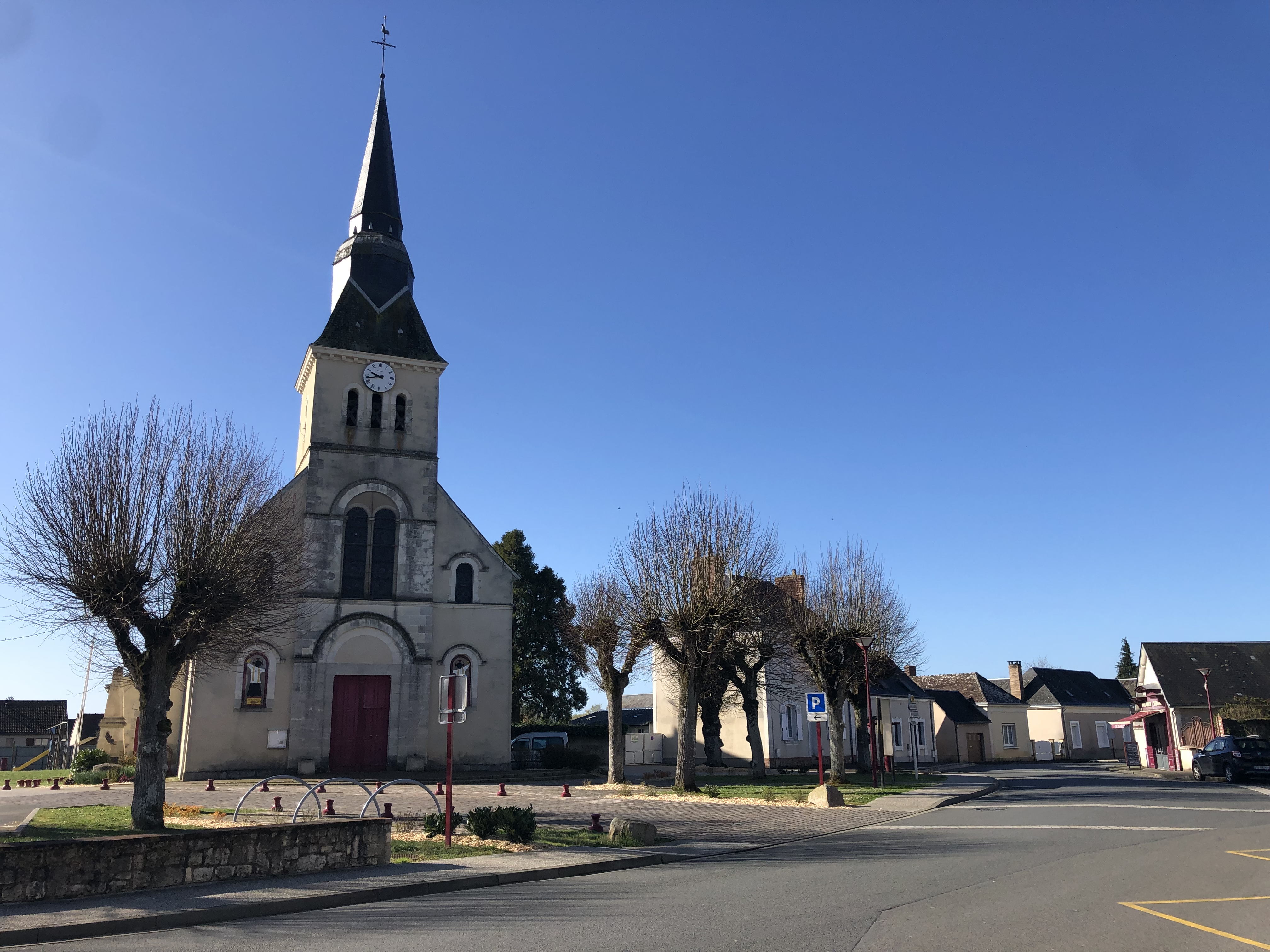
La place du Mail.

La commune est répartie entre un bourg, qui jouxte celui de Laigné-en-Belin à l'est, et de nombreux hameaux ou maisons isolées, en direction de l'ouest et du sud.

### Lieux-dits, hameaux et écarts
Parmi les hameaux de la commune, celui des Ardriers en 1886 compte une buvette, par la suite devenue bistrot, épicerie et bazar.
En 2006, le bistrot et le restaurant ont arrêté leur activité, réduisant le bâti à une simple maison d’habitation.

## Toponymie
Le toponyme est attesté sous la forme ecclesia Sancti Gervasii de Belino en 1070-1076. Selon Albert Dauzat et Charles Rostaing, la paroisse est dédiée à saint Gervais, martyr du Ier siècle, plutôt qu'à Gervais du Mans, diacre martyr de l'église du Mans.
Belin: nom qui désignait au Moyen Âge un mouton, un bélier, mais qui était aussi un nom de personne.
Le suffixe Belin évoque l'appartenance de la commune au territoire du Belinois.

## Histoire
Ce village semble fort ancien, puisque des vestiges des époques gauloises et gallo-romaines y sont retrouvés. Le nom de Saint-Gervais-en-Belin apparaît pour la première fois dans l'histoire en 752.
Au Moyen Âge, la vie du village est intimement mêlée à l'histoire des seigneurs de Belin. Le domaine et le château du Plessis étaient la possession depuis la fin du XIVe siècle, de la famille d'Averton, seigneurs de Belin, qui y réside après avoir abandonné l'ancien château fort féodal de Belin.
À la Révolution, lors des états généraux de 1789, les habitants de Saint-Gervais établirent «un cahier de plaintes, doléances et remontrances». Ce cahier, commun à Saint-Gervais et Moncé-en-Belin, fut rédigé par Michel-Martin Belaire.
La vie s'écoule sans événement marquant au XIXe siècle.
Par un arrêté préfectoral du 16 septembre 2024, la commune de Laigné-Saint-Gervais est créée par fusion de Laigné-en-Belin et Saint-Gervais-en-Belin.

## Politique et administration

### Liste des maires
| Période                                  | Période              | Identité                            | Étiquette | Qualité                                                                                    |
| ---------------------------------------- | -------------------- | ----------------------------------- | --------- | ------------------------------------------------------------------------------------------ |
| Les données manquantes sont à compléter. |                      |                                     |           |                                                                                            |
| 1919                                     | juillet 1955 (décès) | Henri Langlais                      |           | Chevalier de la Légion d'honneur, Croix de guerre 1914-1918                                |
| 1955                                     | mars 1989            | Louis Langlais (frère du précédent) |           | Agriculteur retraité, maire honoraire                                                      |
| mars 1989                                | février 2004 (décès) | Roland Deret                        | PS        | Retraité de la SNCF                                                                        |
| mars 2004                                | mai 2020             | Bruno Lecomte                       | PS        | Éducateur protection judiciaire de la jeunessse Conseiller général d'Écommoy (2008 → 2015) |
| mai 2020                                 | décembre 2024        | Mathilde Plu                        | SE        | Responsable achats industriels                                                             |

Le conseil municipal est composé de dix-neuf membres dont le maire et cinq adjoints.

### Liste des maires délégués
| Période      | Période  | Identité     | Étiquette | Qualité                        |
| ------------ | -------- | ------------ | --------- | ------------------------------ |
| janvier 2025 | En cours | Mathilde Plu | SE        | Responsable achats industriels |

## Démographie
L'évolution du nombre d'habitants est connue à travers les recensements de la population effectués dans la commune depuis 1793. Pour les communes de moins de 10 000 habitants, une enquête de recensement portant sur toute la population est réalisée tous les cinq ans, les populations de référence des années intermédiaires étant quant à elles estimées par interpolation ou extrapolation. Pour la commune, le premier recensement exhaustif entrant dans le cadre du nouveau dispositif a été réalisé en 2004.
En 2022, la commune comptait 1 991 habitants, en évolution de −5,33 % par rapport à 2016 (Sarthe : −0,25 %, France hors Mayotte : +2,11 %).
| 1793 | 1800 | 1806 | 1821 | 1831 | 1836 | 1841 | 1846 | 1851 |
| ---- | ---- | ---- | ---- | ---- | ---- | ---- | ---- | ---- |
| 509  | 508  | 526  | 582  | 655  | 650  | 681  | 649  | 648  |

| 1856 | 1861 | 1866 | 1872 | 1876 | 1881 | 1886 | 1891 | 1896 |
| ---- | ---- | ---- | ---- | ---- | ---- | ---- | ---- | ---- |
| 668  | 702  | 729  | 733  | 681  | 633  | 662  | 646  | 668  |

| 1901 | 1906 | 1911 | 1921 | 1926 | 1931 | 1936 | 1946 | 1954 |
| ---- | ---- | ---- | ---- | ---- | ---- | ---- | ---- | ---- |
| 674  | 677  | 680  | 637  | 604  | 585  | 538  | 567  | 682  |

| 1962 | 1968 | 1975 | 1982  | 1990  | 1999  | 2004  | 2006  | 2009  |
| ---- | ---- | ---- | ----- | ----- | ----- | ----- | ----- | ----- |
| 753  | 746  | 939  | 1 363 | 1 655 | 1 764 | 1 821 | 1 814 | 1 967 |

| 2014  | 2019  | 2022  | - | - | - | - | - | - |
| ----- | ----- | ----- | - | - | - | - | - | - |
| 2 117 | 2 021 | 1 991 | - | - | - | - | - | - |

## Économie
En 2022, on recense dans la commune les commerces et services suivants: Une boulangerie-pâtisserie, une boucherie-charcuterie, un supermarché, un bar-tabac-bureau de presse, une pharmacie, un bureau de poste, un garage automobile et une banque.
Les habitants disposent des services d'un coiffeur et d'une esthéticienne.
Des agriculteurs et des artisans exercent sur le territoire.

## Lieux et monuments
Le patrimoine de Saint-Gervais-en-Belin est constitué de différents monuments. Il est désormais mis en valeur par une association de défense du patrimoine la Clef de voûte créée au mois d'octobre 2006.
- La gare de Laigné-Saint-Gervais dessert les deux communes.
- La commune compte encore 4 panneaux indicateurs du XIXe S., restaurés par l'association locale historique la clé de voute vers 2010[31], au carrefour Route de la Noirie/route du Lude, route du Lude/Petit-rouperoux, au niveau du Petit-Rouperoux/C5 ou encore au niveau de la route de Boisgard (Saint-Ouen-en-Belin vers Saint-Gervais-en-Belin).

### Patrimoine religieux

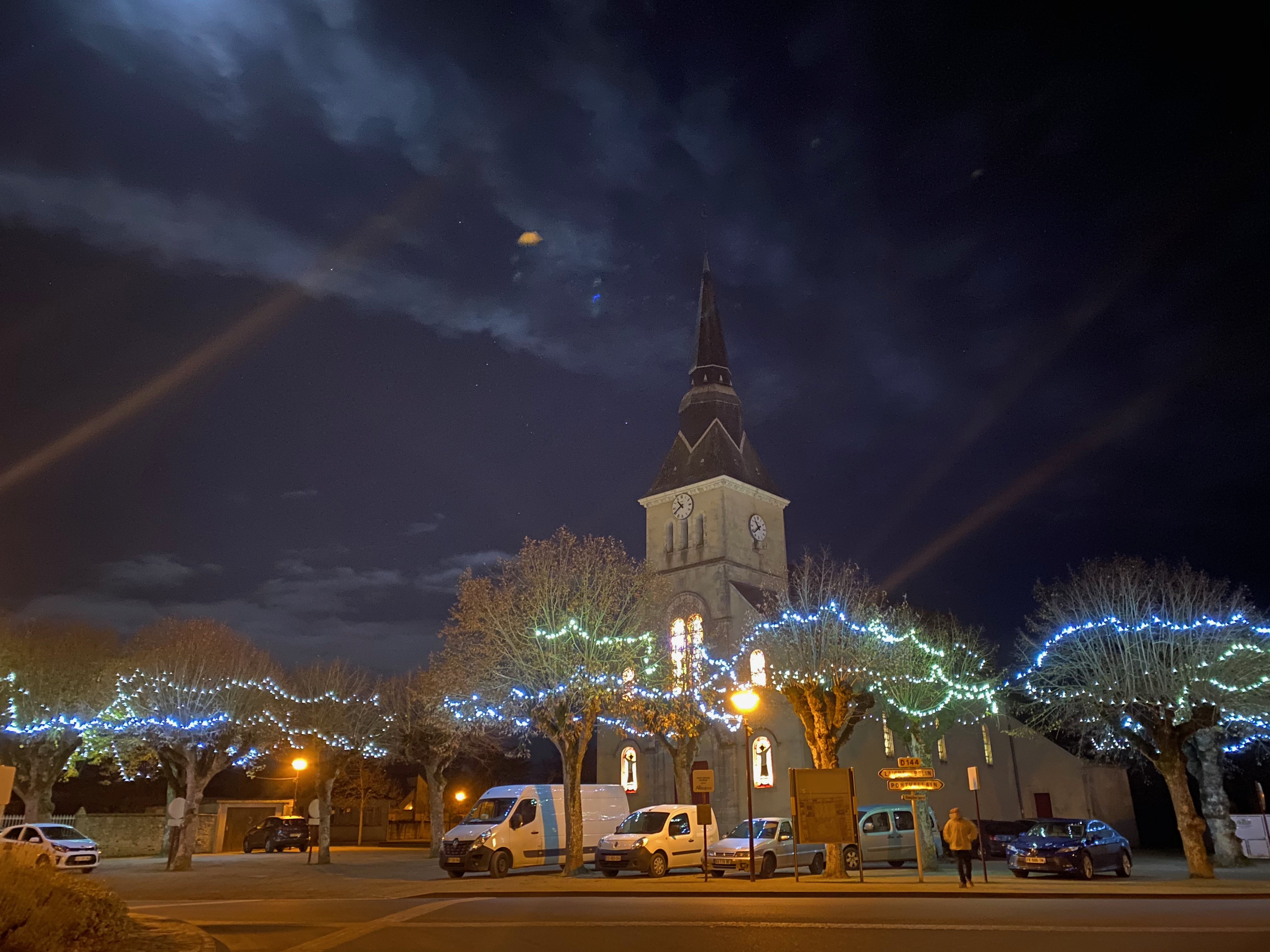
La place du Mail de nuit avec les éclairages de Noël.

- L'église Saint-Gervais-et-Saint-Protais située au centre du village, sur la place du Mail. Elle n'est pas classée monuments historiques, mais recense différents objets intéressants : 
  - une peinture en ciel de chœur, un tabernacle en bois du XVIIe siècle sur un autel de marbre noir ; deux statues polychromes (une sainte Marguerite du XVIIe siècle, sainte Barbe du XIXe) ;
  - une dalle funéraire de Catherine de Thoumassin datée de 1626, avec son épitaphe sur une plaque de cuivre gravée au 17e S. ; ainsi qu'une dalle funéraire gravée sur pierre en lettres gothiques (vers 1600) ; de nombreuses épitaphes en marbre noir figurent dans l'oratoire (Eléonore de Rochechouard ;
  - un tableau datant du XVIIe siècle, représentant Tobie aveugle, guidé par l'ange Raphaël (épisode du livre de la Genèse dans la bible) ;
  - les vitraux sont représentatifs des ateliers locaux au XIXe siècle (médaillons de l'abbé de Moncé, chanoine du Mans, financier de la construction de l'église en 1840 ; Mgr Bouvier, évêque du Mans, qui a consacré l'édifice ; l'abbé Hypolite Chevereau, successeur à Mgr Bouvier en tant qu'évêque du Mans en 1854 ; l'abbé René Gendry, curé de la paroisse en 1837).

## Activité et manifestations

### Jumelages
Depuis 1969, un échange franco-allemand est organisé entre les communes de Laigné-Saint-Gervais et Stuhr (Allemagne). Cet échange concerne surtout les deux clubs de football, le Cercle olympique Laigné-Saint-Gervais (COLSG) et le TSV Heiligenrode.
La Société musicale du Bélinois (harmonie locale) participe également à plusieurs échanges: depuis 1975, avec Sthur, depuis 1995 avec Gignac (Hérault), avec Faches-Thumesnil (Nord) depuis 2006. Depuis 2011, la SMB est devenue OHB: Orchestre harmonique du Bélinois.

### Manifestations
- Comice agricole 1996, 2008 et 2018.
- Festival de la terre 2009 avec concours de labour régional.